# Papel em branco
Folhas de papel em branco e cartazes são usados como forma de protesto. A mensagem enviada por tal protesto é implícita e compreendida. A falta de escrita e slogans é pensada para frustrar os esforços das autoridades para provar que suas proibições e regulamentos foram violados. 
Os primeiros exemplos ocorreram na década de 1960, quando protestos se tornaram comuns.
Em 2022, folhas em branco foram usadas notavelmente nos protestos contra a Invasão da Ucrânia pela Rússia em 2022 e nos Protestos contra os confinamentos da COVID-19 na China em 2022. Na China, o branco simboliza a morte e o luto. 